# João Galamba
João Saldanha de Azevedo Galamba (Lisboa, 4 de agosto de 1976) é um economista e político português. Dirigente do Partido Socialista, é deputado à Assembleia da República. Desempenhou nos XXI, XXII e XXIII Governos Constitucionais, liderados por António Costa, as funções de Secretário de Estado da Energia (2018-2019), Secretário de Estado Adjunto e da Energia (2019-2022), Secretário de Estado do Ambiente e Energia (2022-2023) e Ministro das Infraestruturas (2023). 
Segundo a nota biográfica no site do Parlamento, trabalhou no Banco Santander de Negócios, na consultora DiamondCluster International, na Presidência portuguesa do Conselho da União Europeia e na Unidade de Missão para os Cuidados Continuados Integrados.
Em Novembro de 2023, foi efetuada uma busca à casa de João Galamba, na qual, foi apreendida Haxixe.

## Percurso político

### Fase inicial (2009-2018)
Assumiu grande destaque na blogosfera, nos blogues Simplex e Jugular, sendo frequentemente o alvo ou o criador de diversas polémicas e entrando frequentemente em confronto com adversários políticos. Foi convidado pelo então primeiro-ministro, José Sócrates, para integrar as listas de deputados do PS à Assembleia da República nas eleições legislativas de 2009, tendo sido eleito deputado e assumido as funções de vice-presidente da Assembleia da República. Assumiu uma posição confrontacional relativamente aos partidos da oposição ao PS e destacou-se na comissão de inquérito à queda do Banco Espírito Santo.
Em relação à sua participação nos média, foi, de 2013 a 2018, comentador do programa de debate sociopolítico Sem Moderação - então transmitido no Canal Q e na TSF e disponibilizado no portal Sapo Vídeos -, onde esteve até passar a integrar o segundo governo de António Costa. Pedro Delgado Alves, também do PS, substituiu-o nesse lugar. Juntamente com Pedro Delgado Alves, Pedro Nuno Santos e Duarte Cordeiro, integrou o grupo dos chamados "jovens turcos" do PS, que contestavam a liderança de António José Seguro enquanto secretário-geral do PS (2011-2014).
Em 2014, como deputado na Assembleia da República, Galamba avisou José Sócrates de que seria alvo de “qualquer coisa contra ele muito rapidamente”, um aviso que se referia à Operação Marquês. Em 2018, afirmou perante o Parlamento que as acusações de corrupção e branqueamento de capitais de que o antigo primeiro-ministro foi alvo envergonhavam “qualquer socialista”.

### Secretário de Estado da Energia e do Ambiente (2018-2023)
Em outubro de 2018, foi escolhido para ser secretário de Estado da Energia do XXI Governo Constitucional, de António Costa, após a demissão de Jorge Seguro Sanches, no âmbito de uma remodelação governamental em que a secretaria de Estado passou do Ministério da Economia para o Ministério do Ambiente, na altura tutelado pelo ministro João Pedro Matos Fernandes.
Em outubro de 2019, foi nomeado secretário de Estado Adjunto e da Energia no segundo Governo de António Costa. No terceiro governo de António Costa, manteve-se como Secretário de Estado da Energia e do Ambiente. A sua atuação foi apreciada de forma maioritariamente favorável pelo setor da energia, devido aos desenvolvimentos legislativos ocorridos durante o seu mandato. No entanto, enquanto Secretário de Estado viu-se envolvido com o Ministério Público, que investigou alegadas irregularidades na concessão à exploração de lítio em Montalegre.
Na sequência de uma emissão do programa Sexta às 9, relativo ao processo de concessão da exploração de lítio em Montalegre à Lusorecursos, uma empresa constituída três dias antes do contrato e que não tinha ganhado esses direitos, escreveu na sua página de Twitter que o programa era “estrume” e uma “coisa asquerosa”, recebendo várias críticas e condenações por parte da RTP e do Sindicato dos Jornalistas. Defendeu que “teria cometido um crime” caso tivesse revertido o despacho que dava conta da aprovação da concessão da pesquisa e exploração de lítio à LusoRecursos, e referiu que fez o que lhe tinha sido pedido. Relativamente ao projeto do hidrogénio verde em Sines, classificou as suspeitas sobre a sua atuação como "denúncia caluniosa". No entanto, em novembro de 2023, a Operação Influencer, em que foi constituído arguido, versa precisamente sobre a sua atuação no âmbito dos processos de concessão das operações de exploração de lítio e hidrogénio verde.

### Ministro das Infraestruturas (2023)
Após a demissão do Ministro das Infraestruturas e da Habitação, Pedro Nuno Santos, António Costa nomeou-o Ministro das Infraestruturas em janeiro de 2023. A sua escolha provocou duras criticas na oposição: o líder do CHEGA, André Ventura, considerou a sua nomeação como "uma afronta à Justiça, ao Estado de Direito e ao país"; já o presidente do PSD, Luís Montenegro, considerou que António Costa foi "ao banco de reservas".
Em abril de 2023, foi revelado que a mulher de João Galamba, Laura Cravo, originalmente quadro da Comissão do Mercado de Valores Mobiliários (CMVM), trabalhava, ao abrigo de um acordo de cedência de interesse público, como coordenadora técnica no Gabinete de Planeamento, Estratégia, Avaliação e Relações Internacionais (GPEARI) do Ministério das Finanças, então tutelado pelo ministro Fernando Medina, apesar de a nomeação não ter sido publicada em Diário da República, o que Fernando Medina defendeu não ser necessário, uma vez que Laura Cravo se encontrava em regime de mobilidade interna. Laura Cravo acabou por anunciar que cessaria funções no GPEARI do Ministério das Finanças em 2023.
Ainda em abril de 2023, uma série de acontecimentos envolvendo o então adjunto de João Galamba, Frederico Pinheiro, provocou um conflito institucional entre o primeiro-ministro, António Costa, e o presidente da República, Marcelo Rebelo de Sousa. Segundo Frederico Pinheiro, João Galamba pretendia referir na reunião da Comissão Parlamentar de Inquérito à TAP que não existiam quaisquer provas da sua autorização para a presença da então presidente executiva da TAP, Christine Ourmières-Widener, para uma reunião secreta entre o Ministério das Infraestruturas, o grupo parlamentar do PS e a então presidente executiva da TAP, nem notas dessa mesma reunião, em que foram combinadas as perguntas dos deputados, nomeadamente Carlos Pereira, e as respostas da administradora. Frederico Pinheiro indicou a João Galamba que, caso fosse chamado à Comissão Parlamentar de Inquérito à TAP, iria contradizer a versão do ministro das Infraestruturas, uma vez que era mentira que não existissem notas da reunião entre o Ministério das Infraestruturas, o grupo parlamentar do PS e a então presidente executiva da TAP, sugerindo uma alteração das respostas a dar por João Galamba na Comissão Parlamentar de Inquérito, mas apenas depois de várias insistências de vários membros do gabinete de João Galamba, que alegam que Frederico Pinheiro, inicialmente, não deu da conta da existência de quaisquer notas da reunião referida. João Galamba exonerou de imediato Frederico Pinheiro das funções de adjunto, alegando "comportamento incompatível com os deveres" de Frederico Pinheiro, e proibiu Frederico Pinheiro de entrar nas instalações do ministério. Na noite em que tomou conhecimento da exoneração, Frederico Pinheiro deslocou-se ao Ministério das Infraestruturas com o intuito de levar um computador que conteria informação classificada; no entanto, confrontado com a oposição da chefe de gabinete e de outros técnicos do gabinete de João Galamba, Frederico Pinheiro terá recorrido a agressões contra os presentes no ministério, que se refugiaram na casa de banho do edifício, e tentou sair pelas escadas do edifício, cujas portas já se encontravam encerradas para impedir a saída de Frederico Pinheiro, que foi identificado pela PSP e depois abandonou as instalações do ministério. O governo apresentou queixa-crime contra Frederico Pinheiro e foi solicitada a intervenção da Polícia Judiciária e, de modo controverso, do Serviço de Informações de Segurança, que não possui funções policiais. Contudo, o primeiro-ministro, António Costa, recusou ter sido violada a lei dos serviços de informações, alegando que apenas foram chamadas autoridades competentes perante o roubo de um computador com informação classificada. João Galamba, por seu turno, recusou ter omitido qualquer informação à Comissão Parlamentar de Inquérito à TAP e garantiu ter exonerado Frederico Pinheiro para evitar transmitir informação errada à Comissão Parlamentar de Inquérito à TAP, o que constituiria crime. Em outubro de 2023, Frederico Pinheiro apresentou queixa-crime no Ministério Público, por difamação, contra João Galamba e António Costa, que o acusaram de roubo nas suas declarações à comunicação social.
Apesar de ter inicialmente garantido ter todas as condições para continuar em funções, apresentou a demissão, para "salvaguardar as instituições", a 2 de maio de 2023 ao primeiro-ministro, António Costa, que tinha tido, horas antes, uma reunião com o presidente da República, Marcelo Rebelo de Sousa, em que este havia manifestado o seu entendimento de que João Galamba não tinha condições para continuar em funções. No entanto, o primeiro-ministro, António Costa, pediu desculpa aos portugueses pelos acontecimentos no Ministério das Infraestruturas e, de forma surpreendente, recusou o pedido de demissão de João Galamba, contra a posição do presidente da República, alegando que João Galamba não tinha procurado ocultar informação da Comissão Parlamentar de Inquérito à TAP, que não tinham sido dadas ordens aos serviços de informações para a recuperação do computador de Frederico Pinheiro e que tudo tinha decorrido dentro da legalidade. O presidente da República, Marcelo Rebelo de Sousa, discordou publicamente da posição do primeiro-ministro, António Costa, abrindo um conflito institucional no seio dos órgãos de soberania; no entanto, em comunicação ao país de 4 de maio de 2023, o presidente da República manifestou novamente uma "divergência de fundo" com o primeiro-ministro, mas optou por manter o executivo em funções em nome da "estabilidade institucional". Em outubro de 2023, o antigo adjunto de João Galamba
Em maio de 2023, João Galamba terá defendido a manutenção do salário de 500 mil euros anuais para o presidente executivo da TAP, como aquele que auferiu Christine Ourmières-Widener, o que levou à demissão do presidente da comissão de vencimentos, Tiago Aires Mateus, que alegou pressões de João Galamba para a fixação do valor do salário e abandonou as funções por discordar da proposta do ministro João Galamba, que negou ter feito quaisquer pressões sobre a comissão de vencimentos da TAP.
Em novembro de 2023, depois de ter sido constituído arguido na Operação Influencer, estando fortemente indiciado pelo crime de tráfico de influência, apresentou a demissão do cargo ao primeiro-ministro, António Costa, que assumiu as funções de ministro das Infraestruturas, em acumulação com as funções de primeiro-ministro, embora demissionário por ter apresentado a demissão também em novembro de 2023, na sequência da abertura de um inquérito autónomo pelo Ministério Público junto do Supremo Tribunal de Justiça. A 14 de novembro de 2023, João Galamba reassumiu o mandato de deputado à Assembleia da República, eleito na XV legislatura nas listas do PS pelo círculo de Lisboa.
A gestão do dossiê TAP por João Galamba e pelo seu antecessor no cargo de ministro das Infraestruturas, Pedro Nuno Santos, foi considerada «mentira nacional do ano» de 2023.